# Trasa Łazienkowska

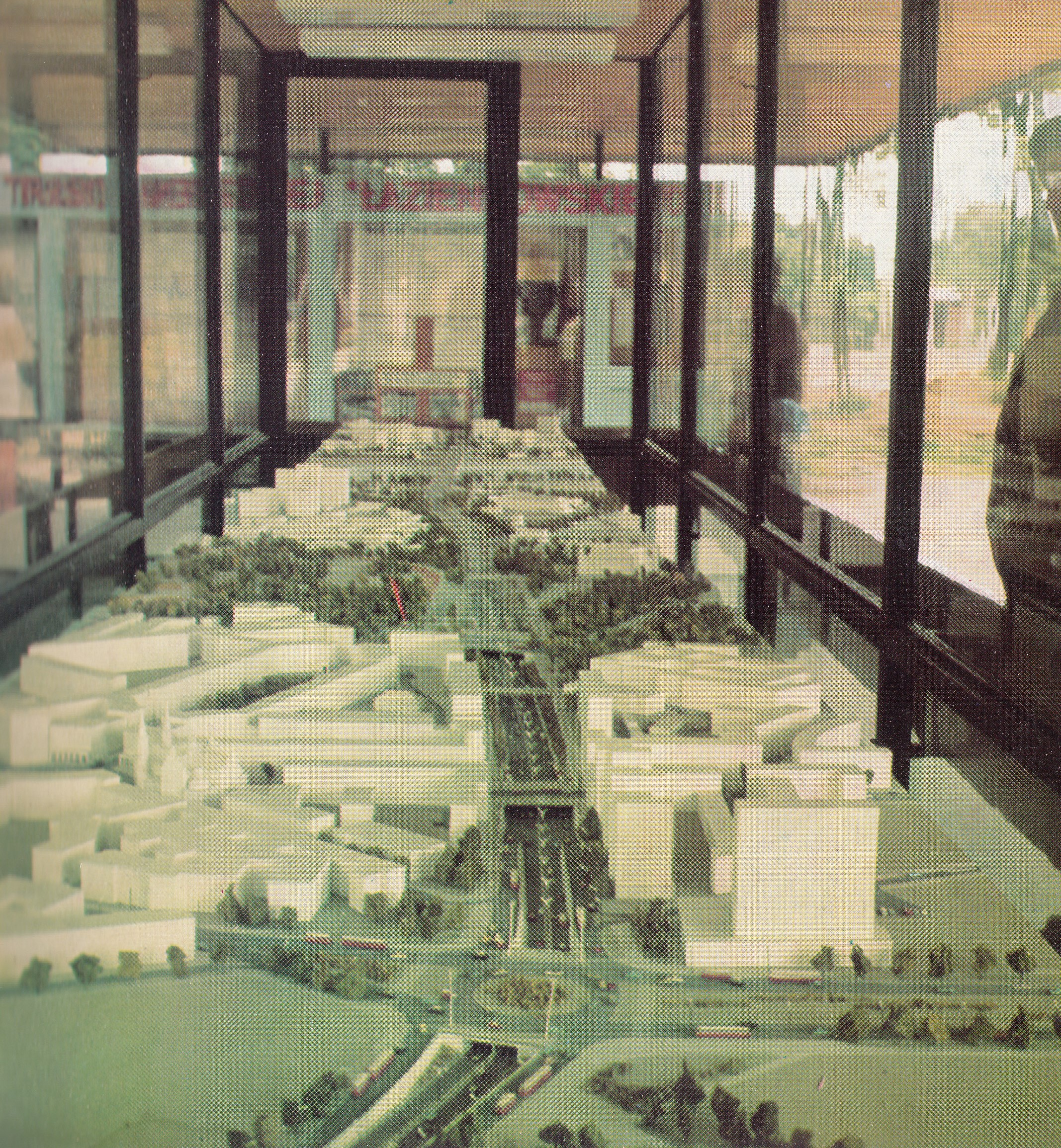
Makieta Trasy Mostowej Łazienkowskiej prezentowana w specjalnym pawilonie na placu Na Rozdrożu (1971 lub 1972)

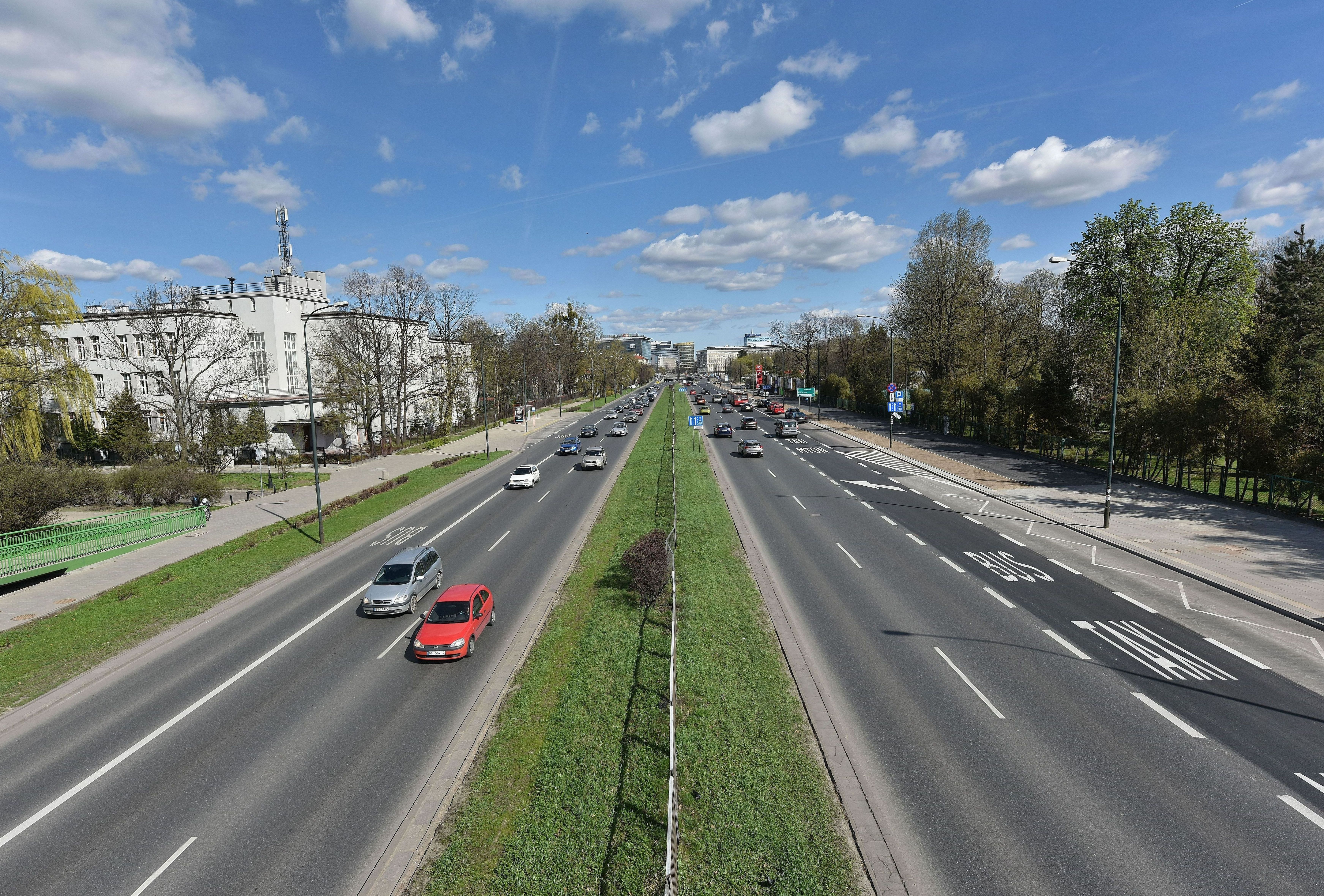
Trasa Łazienkowska, ul. Wawelska (kwiecień 2017)

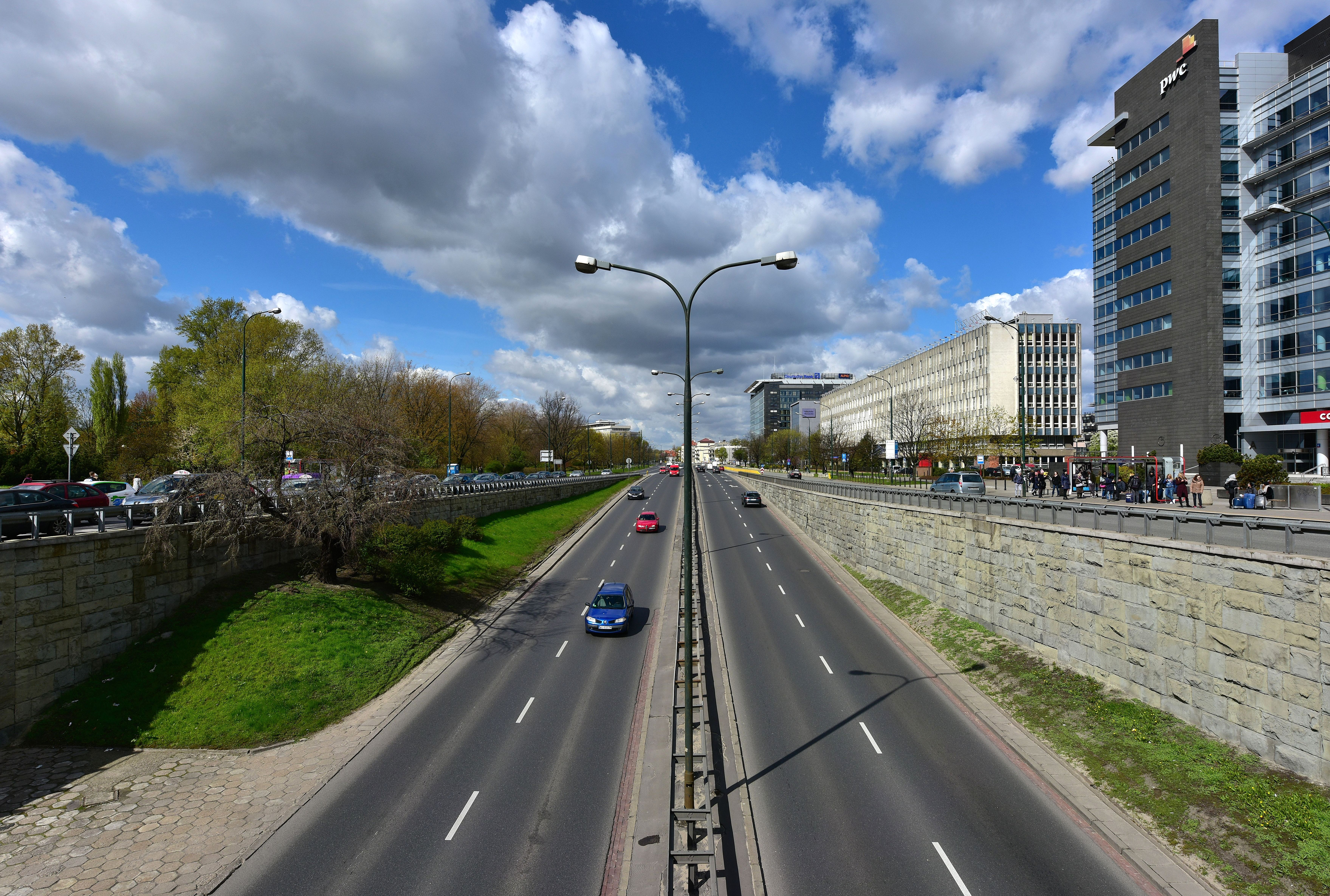
Trasa przy rondzie Jazdy Polskiej, widok w kierunku zachodnim (kwiecień 2017)

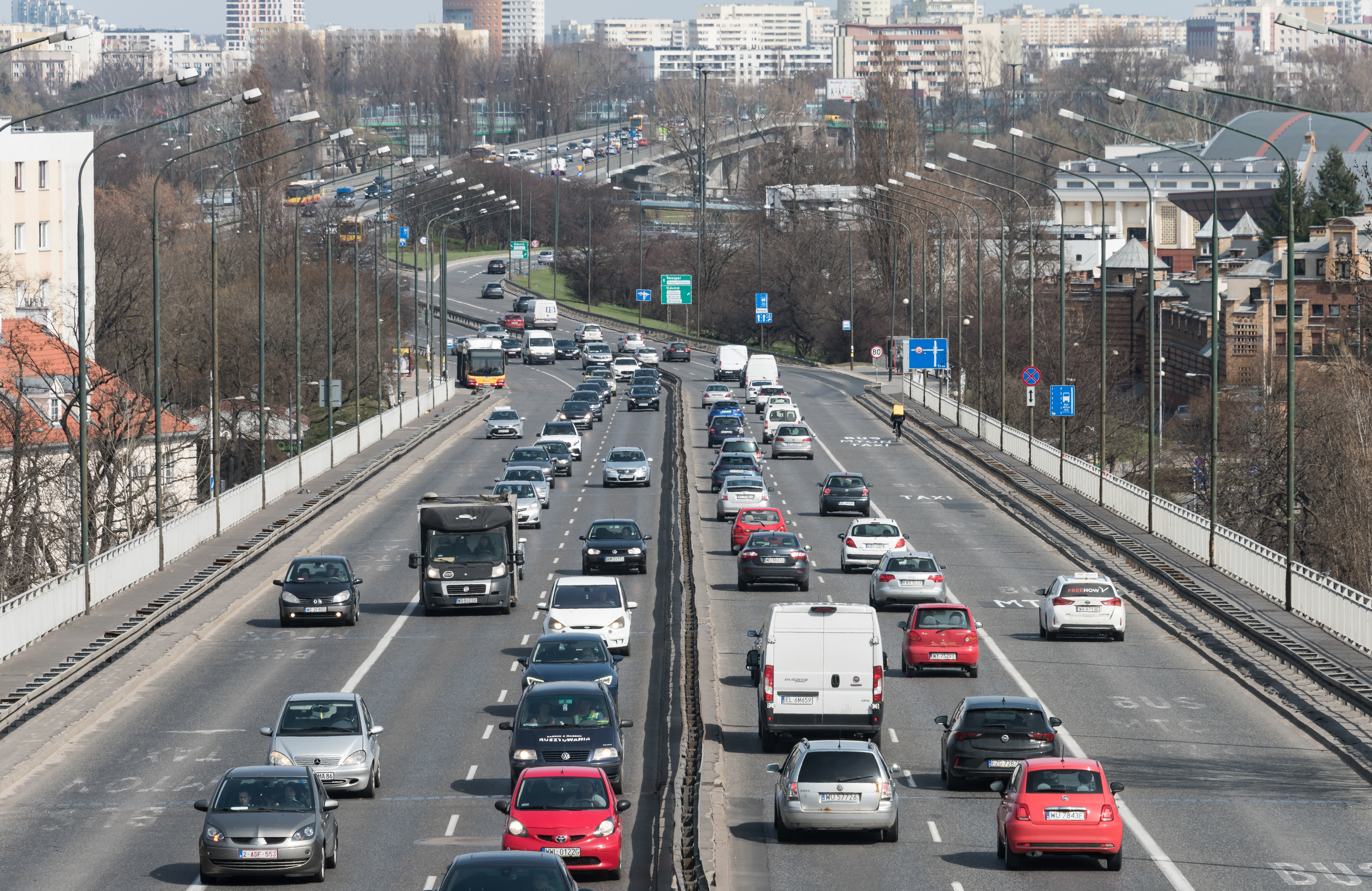
Trasa Łazienkowska, widok z kładki w ciągu ul. Jazdów w kierunku Pragi-Południe (przed przebudową estakad, 2021)

Trasa Łazienkowska – trasa szybkiego ruchu łącząca centrum Warszawy z prawobrzeżną częścią miasta. Zbudowano ją w latach 1971–1974 jako część obwodnicy śródmiejskiej. Składa się z ul. Wawelskiej, al. Armii Ludowej, mostu Łazienkowskiego i al. Stanów Zjednoczonych.

## Historia
Pierwsza koncepcja budowy szerokiej ulicy o przebiegu zbliżonym do dzisiejszej Trasy Łazienkowskiej z wiaduktem i mostem na Wiśle powstała w latach 30. XX wieku.
Po wojnie przebieg Trasy Łazienkowskiej został częściowo ustalony wraz z ukończoną w 1952 roku budową Marszałkowskiej Dzielnicy Mieszkaniowej, gdzie nowo powstałe domy wytyczyły aleję Armii Ludowej na osi ulicy Wawelskiej do placu Na Rozdrożu. Następnie na Grochowie Wielkim wyznaczono rezerwę terenową między ulicami Spalinową i Fundamentową aż do dzisiejszego ronda Wiatraczna.
Celem budowy Trasy Łazienkowskiej było przejęcie ruchu tranzytowego i międzydzielnicowego z pominięciem śródmieścia oraz zapewnienie najkrótszego połączenia południowych dzielnic Warszawy po obu stronach Wisły. Prace nad budową trasy i mostu przez Wisłę rozpoczęto w 1968. Po pół roku wstrzymano je, lecz w czerwcu 1971 roku ekipa Edwarda Gierka zdecydowała o wznowieniu budowy i oddaniu trasy do użytku w IV planie pięcioletnim. Latem 1971 przy placu Na Rozdrożu ustawiono pawilon z makietą trasy. Prace rozpoczęto 10 września 1971 roku. 
Głównym projektantem trasy był Józef Sigalin. W skład zespołu architektów wchodzili m.in. Stanisław Niewiadomski, Leszek Gruszczyński, Jan Knothe, Józef Lemański, Krzysztof Łubieński i Wiesław Rososiński.
Trasę Łazienkowską oddano do użytku po trzech latach budowy 19 lipca 1974 roku. Według rysunku sytuacyjnego, opublikowanego w czasopiśmie „Stolica” w lipcu 1973 roku, trasa miała mieć również dwupoziomowe węzły z ulicami Żwirki i Wigury i Grójecką. Po otwarciu arterii w 1974 roku rozprowadzano broszurę informacyjną z opisem przebiegu oraz schematami węzłów drogowych. Budowa trasy oraz Wisłostrady spowodowała przerwanie ciągu ul. Czerniakowskiej.
W latach 90. XX wieku poszerzono ulicę Wawelską na zachód od ulicy Żwirki i Wigury, przedłużając w ten sposób trasę (poprzez poszerzone wcześniej ulice Kopińską i Sokołowskiego „Grzymały”) do Alej Jerozolimskich w okolicach Dworca Zachodniego.
Według map drogowych wydawanych przed rokiem 2000 do trasy włączana była też ulica Ostrobramska.
22 września 2009 roku, na odcinku od skrzyżowania z ulicą Grójecką do węzła z ulicami Ostrobramską i Kinową, uruchomiono w ciągu trasy buspas, zmniejszając przy tym liczbę ogólnodostępnych pasów ruchu na każdej jezdni z trzech do dwóch. 16 listopada tego samego roku zezwolono taksówkom przejazd buspasem.
Do końca 2013 roku Trasa Łazienkowska na prawie całej długości (od ulicy Żwirki i Wigury do ulicy Ostrobramskiej) leżała w ciągu drogi krajowej nr 2 oraz trasy europejskiej E30. W związku z otwarciem fragmentu Południowej Obwodnicy Warszawy (drogi ekspresowej S2) zmieniono przebieg dróg nr 2 i E30 – poprowadzono je Trasą Siekierkowską. 1 stycznia 2014 roku arteria straciła kategorię drogi krajowej, obecnie ulice będące częścią trasy posiadają kategorię drogi powiatowej.
Od 14 lutego do 28 października 2015 most Łazienkowski był wyłączony z eksploatacji z powodu pożaru, który uszkodził jego konstrukcję.
Na 2021 rok planowane było rozpoczęcie remontu będących w złym stanie technicznym estakad zlokalizowanych w sąsiedztwie parku Agrykola. Prace mają potrwać 2,5 roku. Remont wiaduktów nad Agrykolą (między pl. Na Rozdrożu a Wisłostradą) rozpoczął się 29 stycznia 2022 roku. Tego dnia zamknięto dla ruchu nitkę północną (w kierunku Ochoty), wprowadzając ruch dwukierunkowy na południowej, z zachowaniem buspasów. Po ukończeniu budowy nowej estakady północnej południowa (w kierunku Saskiej Kępy) zostanie zburzona i wybudowana od nowa. Prace mają potrwać do marca 2024 roku.
W 2021 roku dokonano wymiany ponad 200 sodowych opraw oświetleniowych znajdujących się przy alei Stanów Zjednoczonych na nowe, bazujące na LED. Docelowo cała trasa będzie oświetlana za pomocą nowego modelu oprawy o nazwie SAVA, instalowanego w ramach miejskiego programu modernizacji istniejącego oświetlenia ulicznego na wszystkich drogach krajowych, wojewódzkich i powiatowych.

## Opis
Trasa jest arterią dwujezdniową. Każda z jej jezdni posiada trzy pasy ruchu. Na długim odcinku od ronda Jazdy Polskiej do skarpy wiślanej na terenie Ujazdowa, a także na wysokości alei Niepodległości, trasa biegnie w wykopie. Przebiega także po estakadach, z których ta nad parkiem Agrykola ma długość 391 metrów (konstrukcja żelbetowa; technicznie składa się z dwóch wiaduktów; podstawowa jednostka budowlana to około 19-metrowa, 3-przęsłowa rama bezprzegubowa), a nad ulicą Paryską – 209 metrów.
W chwili zakończenia budowy długość trasy od ulicy Żwirki i Wigury do ronda Wiatraczna wynosiła 8 km. Jezdnie miały po 10,5 m szerokości. Po obu stronach rzeki powstało po 8 estakad o łącznej długości ponad 2 km, zainstalowano 8 km stalowych odbojnic, a przy tunelach wzniesiono 4 km murów oporowych. Powstało 10 przejść podziemnych, 10 naziemnych mostków dla pieszych, ustawiono 1430 latarń, 430 podświetlanych znaków drogowych i 62 wiaty przystankowe. Powstało także 40 ha trawników i posadzono 100 tys. drzew i krzewów.

## W kulturze
Budowa Trasy Łazienkowskiej wielokrotnie stanowiła tło wydarzeń w serialu Czterdziestolatek, którego główny bohater, inżynier Stefan Karwowski, pracował na jednym z odcinków budowy. Wiele zapisów filmowych do serialu z odcinka 8 pt. Otwarcie trasy, czyli czas wolny dokumentuje prawdziwe uroczyste otwarcie trasy z 22 lipca 1974 roku.
W filmie Stanisława Barei pt. Miś trasa pojawia się w tekście piosenki układanej przez Komisarza i Włodarczyka: Hej młody Junaku, smutek zwalcz i strach! Przecież na tym piachu za trzydzieści lat, przebiegnie z pewnością jasna, długa, prosta, szeroka jak morze Trasa Łazienkowska! I z brzegiem zepnie drugi brzeg, na którym twój ojciec legł!

### Zdjęcia lotnicze
- Plac Na Rozdrożu
- Węzeł z Wisłostradą
- Węzeł z Wałem Miedzeszyńskim
- Węzeł z Ostrobramską